# Charlie McConalogue
Charlie McConalogue (ur. 29 października 1977 w Carndonagh) – irlandzki polityk, działacz Fianna Fáil, parlamentarzysta, w latach 2020–2025 minister.

## Życiorys
Kształcił się w Carndonagh Community School, następnie studiował ekonomię, nauki polityczne i historię na University College Dublin. Dołączył do Fianna Fáil, był etatowym pracownikiem partii. Później przebywał w Australii, po powrocie pracował w rodzinnym gospodarstwie rolnym. W 2009 został radnym hrabstwa Donegal.
W 2011 po raz pierwszy został wybrany do Dáil Éireann, z powodzeniem ubiegał się o reelekcję w wyborach w 2016, 2020 i 2024.
W lipcu 2020 powołany przez premiera Micheála Martina na niższe stanowisko rządowe – ministra stanu odpowiedzialnego za reformę prawa. We wrześniu 2020 w tym samym gabinecie przeszedł na urząd ministra rolnictwa, żywności i gospodarki morskiej (jego poprzednik Dara Calleary ustąpił w atmosferze skandalu po kilku tygodniach urzędowania). Pozostał na tej funkcji w grudniu 2022, gdy na czele gabinetu zgodnie z porozumieniem koalicyjnym stanął Leo Varadkar. Utrzymał ją również w utworzonym w kwietniu 2024 rządzie Simona Harrisa. Zakończył urzędowanie w styczniu 2025. W tym samym miesiącu mianowany ministrem stanu do spraw sportu i usług pocztowych.